# Diamagnetisme

Pyrolytisch grafiet zweeft in een sterk magnetisch veld

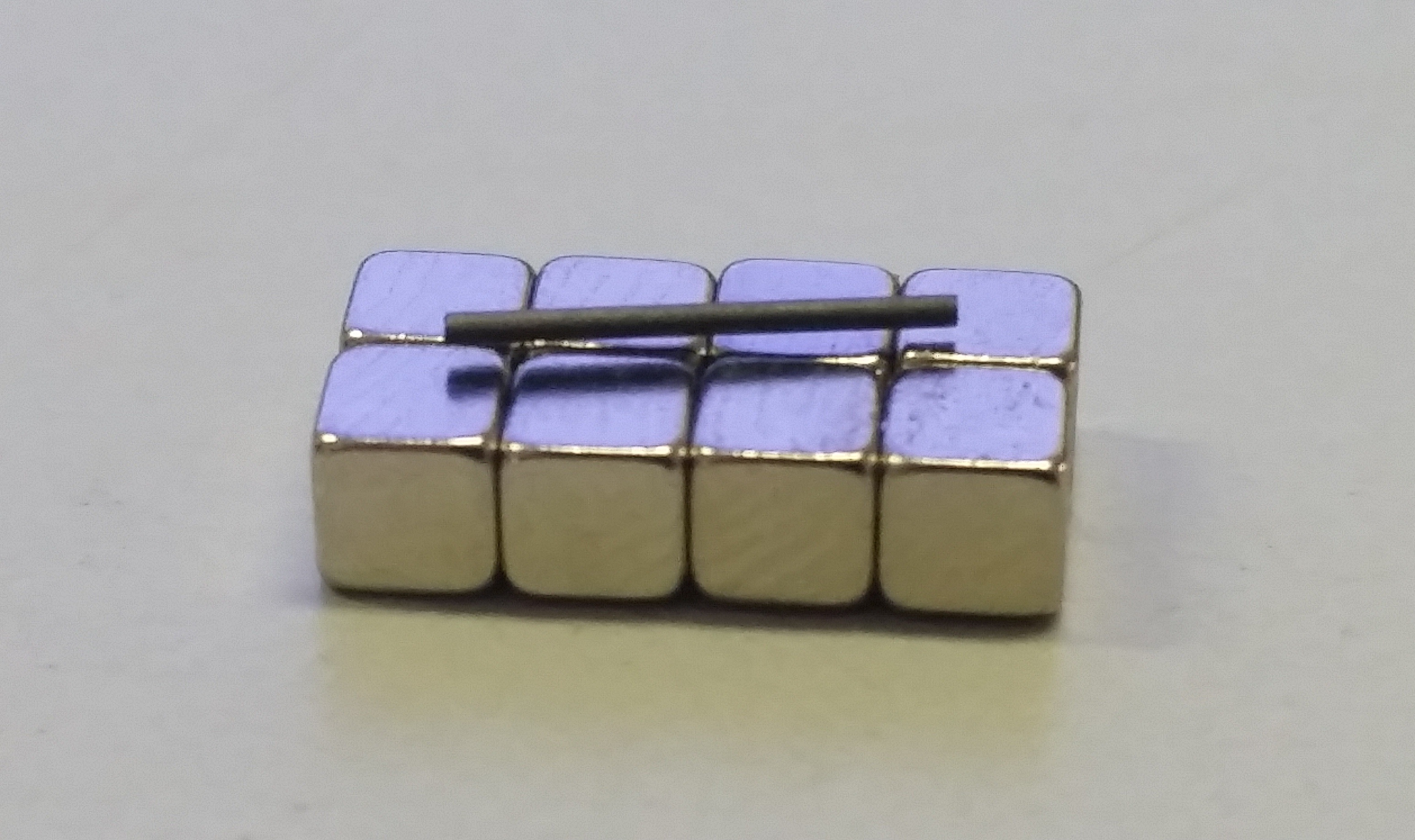
Diamagnetische levitatie gedemonstreerd in een simpele proef met enkele 3mm neodymium magneetjes en een potloodvulling (gewoon grafiet).

Diamagnetische materialen worden afgestoten door een magnetisch veld; een van buiten opgelegd magnetisch veld veroorzaakt in het materiaal een veld in tegenovergestelde richting en daarmee een afstotende kracht. Dit is ontdekt door Antonius Brugmans in 1778. Daar tegenover staan paramagnetische en ferromagnetische materialen. Diamagnetisme is een kwantumeffect dat optreedt in alle stoffen. Als dit de enige factor is, heet het materiaal diamagnetisch. In paramagnetische en ferromagnetische materialen wordt de zwakke diamagnetische kracht overwonnen door de kracht van magnetische dipolen in het materiaal. De magnetische doordringbaarheid is kleiner dan μ0, de permeabiliteit van vacuüm. In de meeste materialen is diamagnetisme een zwak effect dat alleen met gevoelige instrumenten kan worden gemeten, maar een supergeleider werkt als een sterke diamagneet omdat het een magnetisch veld in de omgeving volledig buitensluit.